# Campbell, Missouri
Campbell är en ort i Dunklin County i Missouri. Vid 2010 års folkräkning hade Campbell 1 992 invånare.